# Batalla de Faluya (2014)
La batalla de Faluya de 2014 tuvo lugar entre fines de diciembre de 2013 y principios de enero de 2014, en la que el Estado Islámico de Irak y el Levante, junto a otros grupos insurgentes suníes, capturaron la ciudad de Faluya, en Irak. Fue una de las primeras ciudades iraquíes en caer fuera del control del gobierno iraquí y dio lugar a la Campaña de Ambar.

## Desarrollo
El 30 de diciembre de 2013, las fuerzas iraquíes desmantelaron un campamento de protesta suní,lo cual enfadó muchas personas. Hombres armados procedieron a atacar a las patrullas de ejército desplegadas en la ruta.
El 2 de enero de 2014, Al Qaeda se hizo con partes de la ciudad, así como las inmediaciones de Ramadi. Después de que el ejército se retiró del lugar, los yihadistas de EIIL y sus aliados entraron en ambas ciudades.Varios vídeos mostraban a miembros de EIIL atacando a fuerzas policiales y tomando la jefatura de policía. Unos 100 reclusos fueron liberados, se capturaron armas y municiones y la mayoría de los policías abandonaron sus puestos.
El 3 de enero, se informó que la ciudad estaba bajo el control de los rebeldes suníes, pero el gobierno sostuvo que aún se producían enfrentamientos. Los islamistas prendieron fuego vehículos policiales, levantaron su bandera en Faluya y capturaron todas las comisarías y puestos militares una vez que las fuerzas de seguridad abandonaran la ciudad.
El 4 de enero, el ejército iraquí bombardeó la ciudad con morteros en un intento por desalojar a los extremistas, pero resultó en la muerte de ocho personas y otras 30 heridas. Se informó que el 60% de la ciudad estaba controlada por los rebeldes. Mucho más tarde, el primer ministro de Irak, Nuri al Maliki, anunció por televisión que se comprometía a eliminar a «todos los grupos terroristas». El jefe de policía de Anbar dijo que las fuerzas iraquíes tenían el control de las afueras de Faluya, pero la ciudad en si estaba en manos de EIIL y sus aliados. Tribus suníes se negaron a abandonar el sitio y llevaron a cabo negociaciones con las fuerzas de seguridad iraquíes, quienes procedieron a bombardear la ciudad desde una base militar cercana antes de retirarlas del lugar.